# Trepanation
Trepanation (fransk) eller trepanering er en operation, der går ud på at fjerne et stykke af kraniet med det formål enten at behandle sygdomme i selve kraniet på operationsstedet eller for gennem den åbning, man ved operationen har dannet i kraniet, at behandle sygdomme i hjernen eller dens hinder (svulster, abscesser, blødninger m.m.). Operationen kan udføres på forskellig måde, har derfor forskellige navne, man taler foruden om trepanation om resektion af kraniet, osteoplastisk trepanation osv. Tidligere udførtes trepanation som oftest med trepan eller med mejsel, senere udførtes den i reglen med helt andre instrumenter, hyppigst bor og fræser, drevne med elektrisk drivkraft.
Trepanation er en meget gammel operation; det kan endog påvises, at den er udført i stenalderen, og der har endog i nyere tid fundet trepanation sted hos befolkningen i Polynesien. Disse trepanationer synes at have haft religiøse formål. Trepanation omtales i Hippokrates' skrifter, men talrige kranier fra flere steder i verden viser, at operationsformen er ældre. De ældste danske fund er over 5.000 år gamle. 
De 12 trepanationer, som er kendt fra stenaldertiden i Danmark, ser ud til at være foretaget med skrabemetoden, dvs. at en skarp gjenstand (flint) skrabede hul på kraniet. Flere end halvdelen af patienterne overlevede, bedømt ud fra tilhelingen af sårkanterne. Samtlige var voksne mænd, og langt de fleste trepanationer blev foretaget foran på kraniets venstre side, hvor en højrehåndet modstander nemmest kommer til med et slag. 
I De Medicina og De Artibus skrevet af romeren Celsus mellem år 25 og 35, angives trepanation som den sidste udvej ved hjerneskader. Hensigten var at lade blod og anden væske løbe ud, og derved formindske trykket i kraniet. Også Heliodorus og Galenos foreslog trepanation ved knusningsskader af kraniet og indvendige hovedskader. Græske lægers største bekymring var, at væsker kunne sive ind i kraniet, hvad der overbeviste dem om, at det bedste var at undgå bandager og forbinding af hovedsår. Galenos troede, at pres mod en knogle ikke fjernede de dårlige væsker, men i stedet pressede dem indad, så det bedste var at lade dem sive ud af sig selv. 
Den svenske krigshelt Georg Carl von Döbeln (1758-1820) gik altid med pandebånd efter en skudskade fra Gustav 3.s russiske krig 1788-1790 og to års rekonvalescens efter en trepanation. I flere år kunne bensplinter plukkes ud af såret.